# Вирус Мачупо
Вирус Мачупо (лат. Machupo mammarenavirus, MACV) — вид вирусов из семейства Arenaviridae. Впервые выделен К. Джонсоном (англ. Karl Johnson) с сотрудниками в 1963 году от инфицированных людей и южно-американских хомяковых грызунов вида Calomys callosus.
Вирус является возбудителем боливийской геморрагической лихорадки (англ. Bolivian hemorrhagic fever). Первый случай этого заболевания был зарегистрирован в Боливии в 1959 году. Последующие вспышки произошли в северной части Боливии в 1971 и 1994 годах. Летальность от вируса Мачупо доходит до 30 %. Широкое использование ДДТ в Боливии для решения проблемы малярии, возможно, было косвенной причиной некоторых вспышек вируса Мачупо, так как ДДТ сыграл большую роль в снижении численности популяции кошачьих, тем самым позволяя разрастись популяции грызунов. Грызуны служат резервуаром для вируса, а затем передают его людям.
Вирусные частицы находятся в моче, кале и слюне грызунов, обитающих в Боливии. Существовало предположение о том, что вирус распространяется наиболее эффективно, когда высохшая моча мышей поднимается в воздух ветром или во время подметания пола и вдыхается теми людьми, которые находятся поблизости.